# Barbastella beijingensis
Barbastella beijingensis é uma espécie de morcego da família Vespertilionidae. Endêmica da China.